# Сент Питер (Висконсин)
Сент Питер (енгл. St. Peter) насељено је место без административног статуса у америчкој савезној држави Висконсин.

## Демографија
По попису из 2010. године број становника је 1.489.
| Група             | 2000.    | 2010.         |
| Белци             | 0 (0,0%) | 1.445 (97,0%) |
| Афроамериканци    | 0 (0,0%) | 3 (0,2%)      |
| Азијати           | 0 (0,0%) | 5 (0,3%)      |
| Хиспаноамериканци | 0 (0,0%) | 28 (1,9%)     |
| Укупно            | 0        | 1.489         |